# سپردارتباران
سپردارتباران (نام علمی: Loricifera) شاخه‌ای است از سلسلهٔ جانوران با طول ۲۵/۰ میلی‌متر و پوستکی چهاربخشی شامل پشت و شکم و دو بخش جانبی که انتهای پیشین بدنشان خارهای خمیده دارد؛ مخرج آنها در انتهای بدن قرار دارد و جنس‌ها مجزا هستند.